# Caodian
Caodian (kinesiska: 草店, 草店镇) är en köpinghuvudort i Kina. Den ligger i provinsen Hubei, i den centrala delen av landet, omkring 190 kilometer norr om provinshuvudstaden Wuhan. Antalet invånare är 24 053. Befolkningen består av 11 528 kvinnor och 12 525 män. Barn under 15 år utgör 15,0 %, vuxna 15-64 år 75 %, och äldre över 65 år 8,0 %.
Runt Caodian är det tätbefolkat, med 297 invånare per kvadratkilometer. Närmaste större samhälle är Xiaolin, 14,4 km norr om Caodian. Trakten runt Caodian består till största delen av jordbruksmark.
Genomsnittlig årsnederbörd är 1 403 millimeter. Den regnigaste månaden är augusti, med i genomsnitt 195 mm nederbörd, och den torraste är oktober, med 59 mm nederbörd.